# Genesis GV60
Genesis GV60 — компактный электрический кроссовер класса люкс производимый Genesis, суббрендом Hyundai. Расположенный ниже GV70, это первый продукт Genesis, разработанный на платформе Hyundai Electric Global Modular.

## История
Genesis представила GV60 19 августа 2021 года;  он был выпущен во всем мире 30 сентября 2021 года. Во время разработки автомобиль получил кодовое название JW и создан на специальной платформе для электромобилей, которую используют Hyundai Ioniq 5 и Kia EV6. Детали трансмиссии включают одномоторную версию для более бюджетных комплектаций, а также полноприводную модель с двумя двигателями.
GV60 является первым автомобилем, на котором применен новый стиль Genesis. Кроме того, GV60 оснащен системой Face Connect, которая распознает лицо водителя для управления дверным замком, сиденьем, рулевым колесом, боковыми зеркалами и информационно-развлекательной системой. Цифровой ключ на базе смартфона можно использовать для открытия двери автомобиля и запуска двигателя. Это можно использовать благодаря обновлениям программного обеспечения по беспроводной сети.
Автомобиль доступен с аккумулятором емкостью 77,4 кВт·ч, который можно зарядить от 10 до 80% за 18 минут благодаря возможности зарядки 800 В с помощью зарядного устройства мощностью 350 кВт.

## Галерея

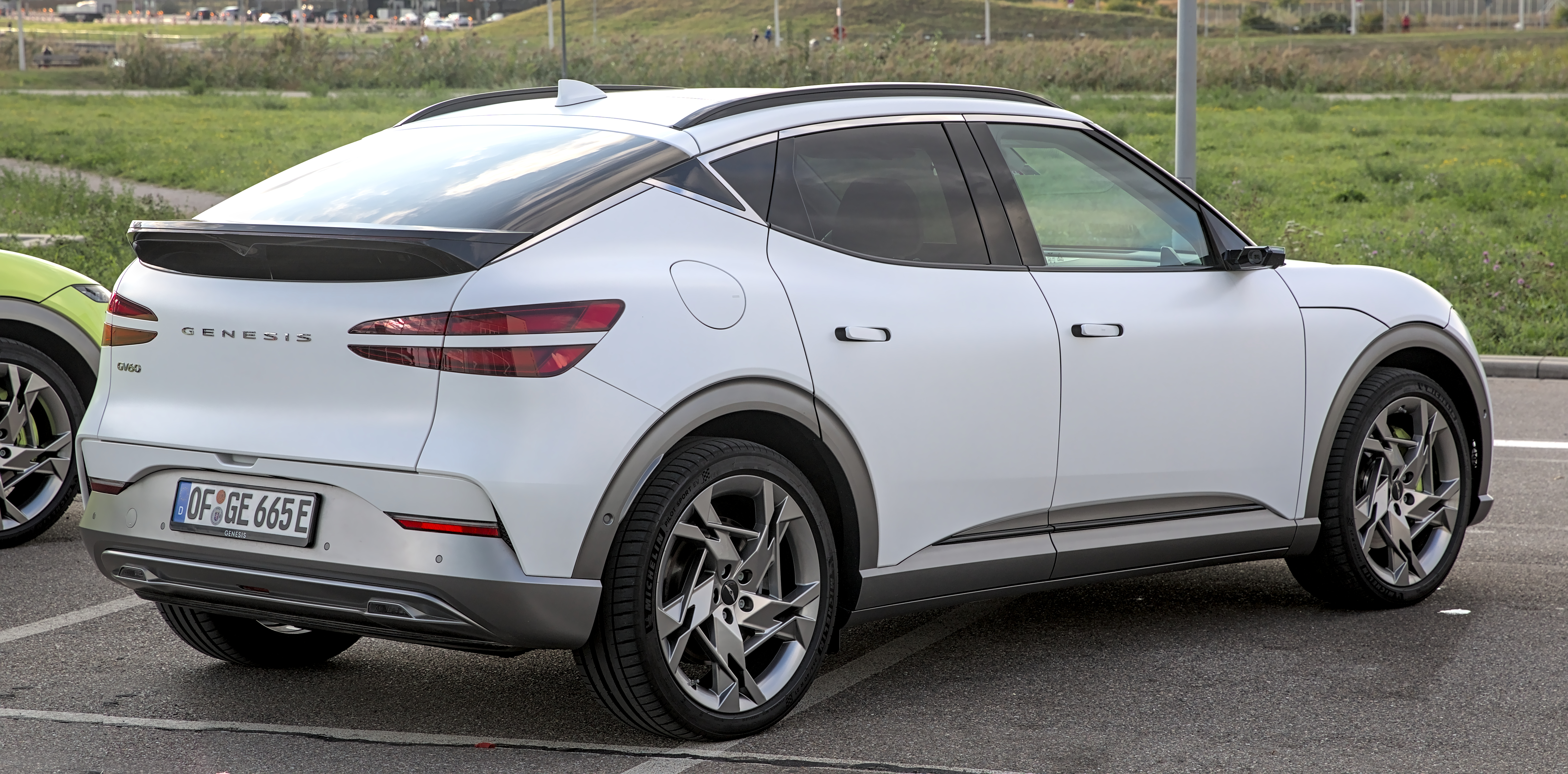
Вид сзади
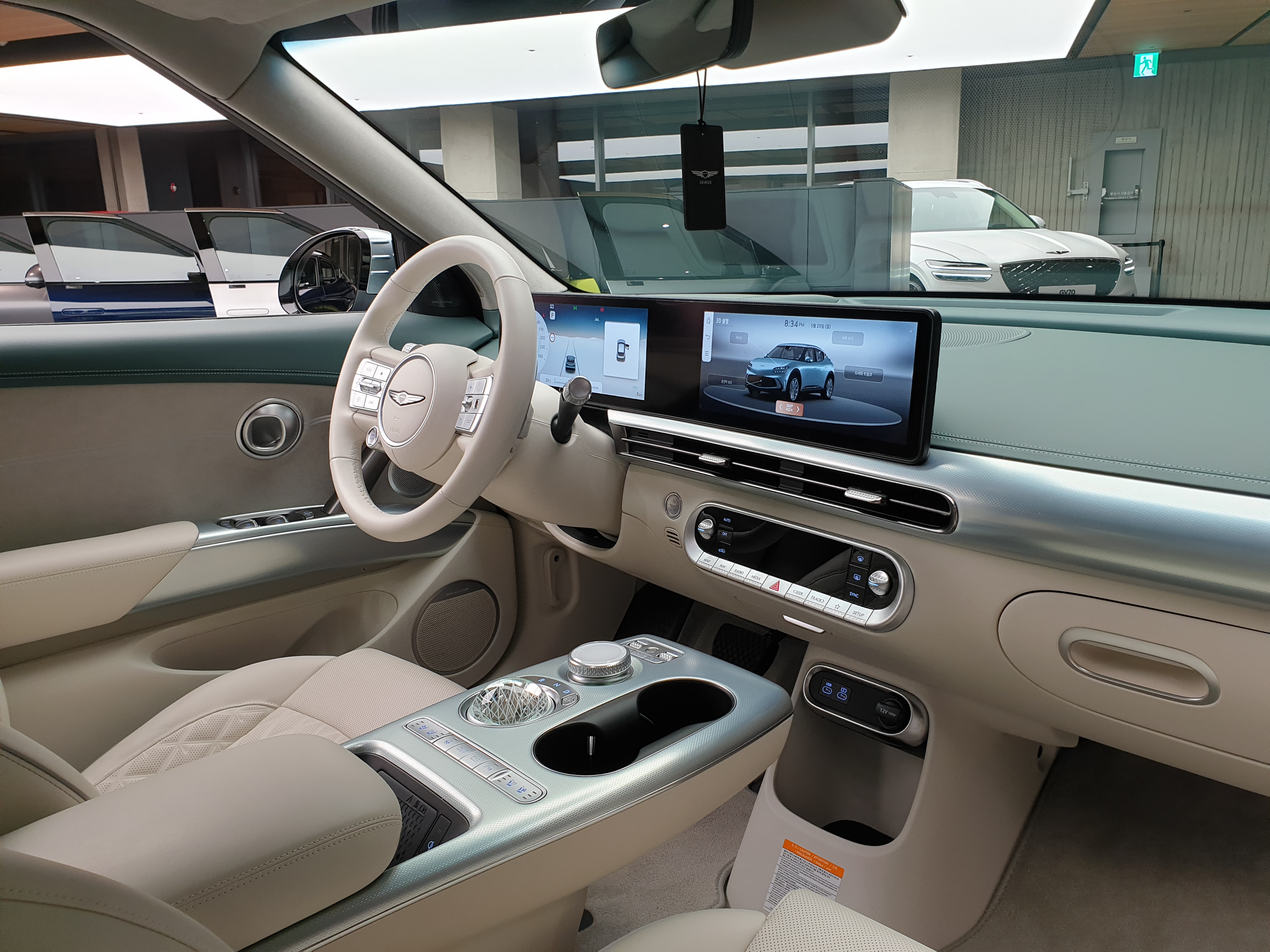
Интерьер